# Autographa typinota
Autographa typinota är en fjärilsart som beskrevs av Butler 1878. Autographa typinota ingår i släktet Autographa och familjen nattflyn. Inga underarter finns listade i Catalogue of Life.